# Mariano Navarrete
Mariano Navarrete Ciris (Ovalle, 22 de septiembre en 1866 - Santiago, 15 de octubre de 1940) fue un militar y político chileno.

## Biografía
Nació el 22 de septiembre en 1866 en Ovalle. Estudió en su ciudad natal y cuando contaba con 25 años se enroló como Teniente en las fuerzas del Ejército Congresista, siendo reconocido como tal el 14 de enero de 1891. Un año y medio más tarde le fue otorgado el rango de Capitán por la Junta Revolucionaria de Iquique y se le agregó al Batallón de Línea N°6. En este grado tomó parte en las Batallas de Concón y Placilla, continuando posteriormente, sus servicios en el nuevo Ejército surgido a raíz del triunfo de los congresistas.
En 1898, con el grado de Sargento Mayor, desempeñó el cargo de Jefe de Estado Mayor de la III Zona Militar hasta 1903, año en que pasó a servir en la Escuela de Clases. En 1906 fue nombrado comandante del Regimiento de Infantería N°13 “O’Higgins” y al año siguiente se le designó agregado militar en Perú y después a Francia. Al regresar a Chile sirvió en la Comandancia de la 2.º Brigada de Infantería, la Comandancia de la Escuela de Clases en 1911, y la Comandancia de la 5.º Brigada de Infantería en 1912.
En 1917 fue director de la Academia de Guerra y cuando obtuvo el grado de general de Brigada en 1920, se le volvió a designar agregado militar de Chile en Francia. Ascendido a general de División se desempeñó en la Jefatura del Estado Mayor General del Ejército, la Comandancia General del Cuerpo de Carabineros y la Inspección General del Ejército (el 28 de 1925, la Inspectoría General del Ejército pasó a ser el Mando Superior del Ejército en tiempo de paz)
Obtuvo su retiro del Ejército el 10 de febrero de 1925. Durante la presidencia del General Carlos Ibáñez del Campo, en 1929, fue llamado a desempeñar la cartera de Educación. Su actuación en esta Secretaría de Gobierno fue muy eficaz y el 14 de abril de 1930 inauguró la primera Escuela Nacional de Higiene.
Falleció en Santiago el 15 de octubre de 1940.